# Nemeobiinae
Nemeobiinae es una subfamilia de mariposas, perteneciente a la familia Riodinidae (superfamilia Papilionoidea), se compone de 3 tribus y 13 géneros.
El epónimo de la subfamilia es Nemeobius, actualmente considerado un sinónimo del género Hamearis.
Todas los riodinidos del Viejo Mundo pertenecen a este clado.
Dentro de esta subfamilia, los órganos androconiales alares están ampliamente distribuidos en las tribus Zemerini y Abisarini, pero ausentes en la tribu Nemeobiini.

## Géneros
Tribu Zemerini
- Dodona Hewitson, 1861
- Hamearis Hübner, 1819
- Zemeros Boisduval, 1836

Tribu Abisarini
- Abisara C. & R. Felder, 1860
- Dicallaneura Butler, 1867
- Laxita Butler, 1879
- Paralaxita Eliot, 1978
- Praetaxila Fruhstorfer, 1914
- Stiboges Butler, 1876
- Taxila Doubleday, 1847

Tribu Nemeobiini
- Polycaena Staudinger, 1886
- Saribia Butler, 1878
- Takashia Okano & Okano